# Herbert Brenon

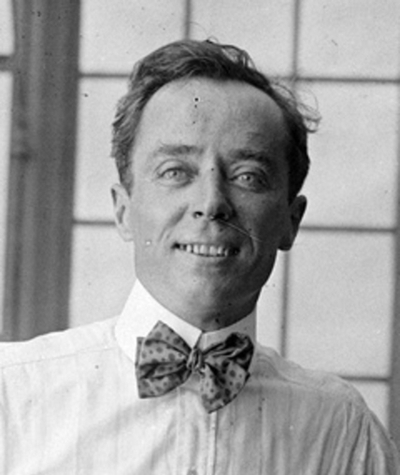
Herbert Brenon (1916)

Alexander Herbert Reginald St. John Brenon (* 13. Januar 1880 in Dublin; † 21. Juni 1958 in Los Angeles) war ein US-amerikanischer Regisseur, Drehbuchautor und Schauspieler irischer Herkunft.

## Leben
Brenon kam als Teenager in die USA und begann in den ersten Jahren des Stummfilmkinos zunächst als Schauspieler. Ab 1909 schrieb er seine ersten Drehbücher im Auftrag von Carl Laemmle für dessen Imperial Company (IMP), aus der später die Universal Studios hervorgingen. 1912 führte er erstmals Regie in dem Film All for Her und stieg rasch zu einem der renommierten Regisseure der Ära auf. Bereits im Folgejahr machte er in Neptune’s Daughter aus Annette Kellerman einen Star. In den 1910er Jahren war Brenon für die alten Fox-Studios beschäftigt, so als Regisseur von Theda Bara in The Two Orphans, in dem er auch als Schauspieler auftrat. Mit Alla Nazimova inszenierte er im selben Jahr mit War Brides einen Anti-Kriegsfilm und einen der großen Erfolge für Nazimova.
Seinen größten künstlerischen Erfolg hatte Brenon mit der Erstverfilmung von Peter Pan, der aus Betty Bronson 1924 einen Star machte. Weitere Erfolge waren die Adaption von Der große Gatsby mit Warner Baxter sowie die Adaption von Beau Geste mit Ronald Colman und Alice Joyce, die beide 1926 auf die Leinwand kamen. Für Beau Geste wurde Brenon mit dem Photoplay Award ausgezeichnet.
Für sein Drama Hauptmann Sorrell und sein Sohn (Sorrel and Son) erhielt er 1927 eine Oscarnominierung als bester Regisseur. Zu seinen letzten finanziellen Erfolgen zählte 1928 Lach, Clown, lach mit Lon Chaney und der gerade 15-jährigen Loretta Young. Mit dem Aufkommen des Tonfilms verebbte Brenons Karriere sehr rasch. Filme wie Transgression von 1931 zeigen deutlich, wie wenig er mit dem neuen Medium zurechtkam. Im weiteren Verlauf der 1930er-Jahre inszenierte er hauptsächlich B-Filme. Nach rund 130 Filmen zog er sich 1940 aus dem Filmgeschäft zurück.

## Filmografie (Auswahl)
Als Regisseur
- 1913: Robespierre
- 1913: Ivanhoe
- 1913: Neptune’s Daughter
- 1915: Kreutzer Sonata
- 1915: The Heart of Maryland
- 1915: The Clemenceau Case
- 1915: The Two Orphans
- 1915: Sin
- 1915: The Soul of Broadway
- 1916: A Daughter of the Gods
- 1916: War Brides
- 1916: Whom the Gods Destroy
- 1917: The Eternal Sin
- 1917: The Lone Wolf
- 1917: The Fall of the Romanoffs
- 1918: Empty Pockets
- 1918: The Passing of the Third Floor Back
- 1918: Victory and Peace
- 1919: 12.10
- 1919: Quinneys
- 1919: Beatrice
- 1920: Principessa Misteriosa
- 1921: The Passion Flower
- 1921: Il colchico e la rosa
- 1921: The Sign on the Door
- 1921: The Stronger Passion
- 1921: The Wonderful Thing
- 1922: Any Wife
- 1922: A Stage Romance
- 1922: Shackles of Gold
- 1922: Moonshine Valley
- 1923: The Custard Cup
- 1923: Sorella contro sorella
- 1923: The Rustle of Silk
- 1923: The Woman With Four Faces
- 1923: Die spanische Tänzerin (The Spanish Dancer)
- 1924: Im Schatten von Paris (Shadows of Paris)
- 1924: The Breaking Point
- 1924: The Side Show of Life
- 1924: The Alaskan
- 1924: Peter Pan
- 1925: The Little French Girl
- 1925: The Street of Forgotten Men
- 1925: A Kiss for Cinderella
- 1926: The Song and Dance Man
- 1926: Dancing Mothers
- 1926: Blutsbrüderschaft (Beau Geste)
- 1926: The Great Gatsby
- 1926: God Gave Me Twenty Cents
- 1927: Das Fräulein vom Amt (The Telephone Girl)
- 1927: Hauptmann Sorrell und sein Sohn (Sorrell and Son)
- 1928: Lach, Clown, lach! (Laugh, Clown, Laugh)
- 1929: Die Rettung (The Rescue)
- 1930: Der Tolpatsch (Lummox)
- 1930: Sergeant Grischa (The Case of Sergeant Grischa)
- 1931: Beau Ideal
- 1931: Transgression
- 1932: Girl of the Rio
- 1933: Wine, Women and Song
- 1935: Royal Cavalcade
- 1935: Honours Easy
- 1936: Living Dangerously
- 1936: Someone at the Door
- 1937: The Dominant Sex
- 1937: Spring Handicap
- 1937: The Live Wire
- 1938: Housemaster
- 1938: Yellow Sands
- 1939: Black Eyes
- 1940: The Flying Squad